# Haz el amor, no la guerra

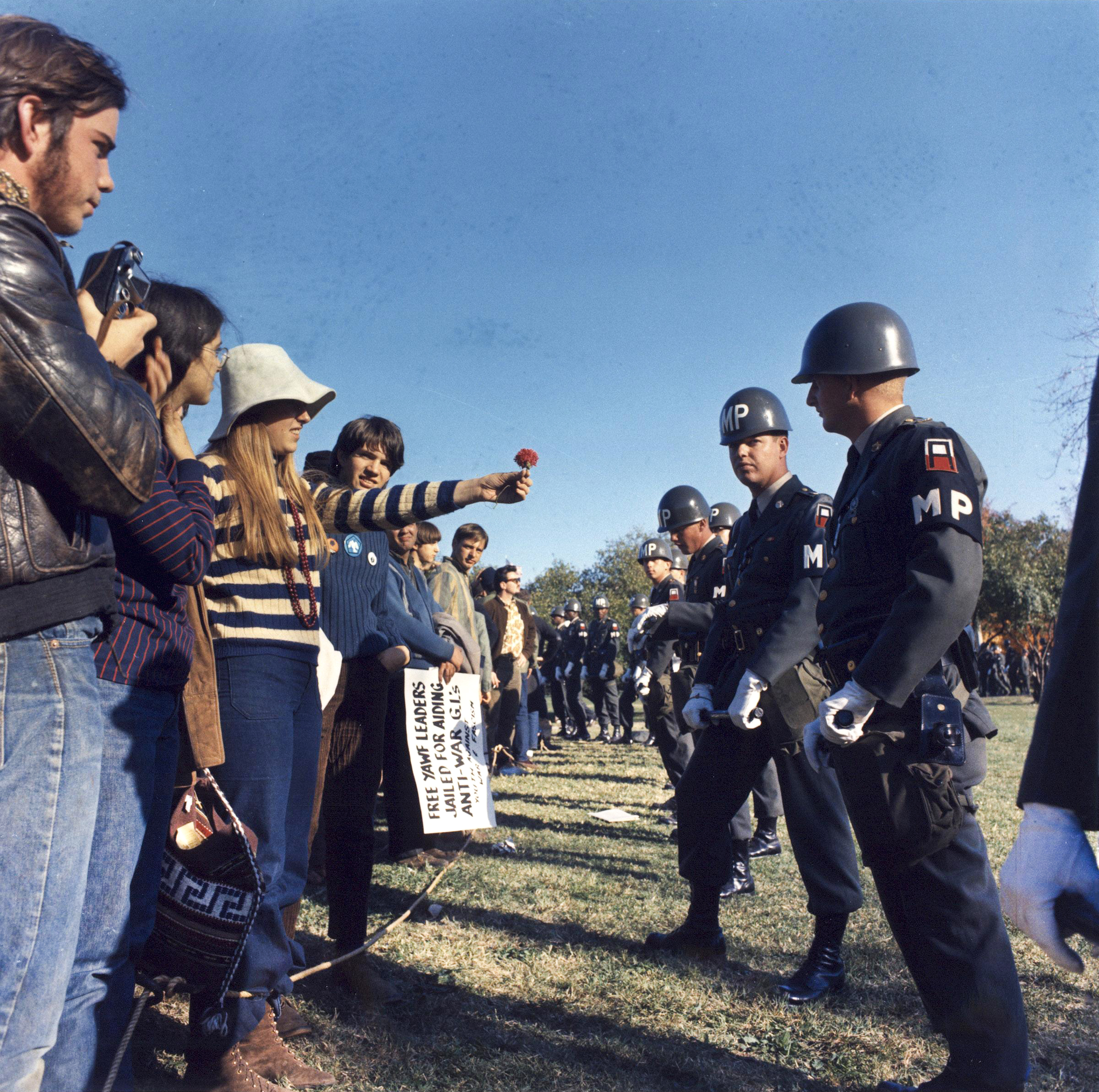
Manifestación pacifista contra la guerra de Vietnam (1967). Pacifistas frentes a la policía militar estadounidense

Haz el amor, no la guerra (en el original inglés: Make love not war; y en francés: Faites l'amour, pas la guerre) es un lema antimilitar asociado con la contracultura de la década de 1960 en Estados Unidos.

## Guerra de Vietnam
El lema Haz el amor, no la guerra fue usado por primera vez por quienes se oponían a la Guerra de Vietnam, pero desde entonces ha sido invocado en otras situaciones ya sea contra el sistema o contra la guerra -reivindicando el pacifismo y el antimilitarismo-.

### Origen de la frase
Gershon Legman se considera el inventor de la frase. En abril de 1965, en una manifestación contra la guerra de Vietnam en Eugene, Oregon, y en su último año en la Universidad de Oregón, escribió la frase a mano en su suéter. Una foto de Diane Newell Meyer atestiguaría este hecho además de estar impresa en el Eugene Register-Guard. También apareció un artículo relacionado con el origen de la frase el 9 de mayo de 1965 en el New York Times.
Los activistas radicales Penélope y Franklin Rosemont popularizaron la frase al imprimir cientos de pegatinas y pins con el lema «haz el amor y no la guerra» en la Librería de la Solidaridad en Chicago (Illinois) distribuyendo el material el Día de la Madre en marzo de 1965. Fueron los primeros en imprimir el eslogan.

## Movimientos sociales de 1968 y su repercusión en el mundo
La frase tuvo continuidad en los acontecimientos protagonizados por jóvenes y estudiantes, como la Revolución de 1968 y del Mayo de 1968 en Francia y su extensión a otros países (como el movimiento estudiantil en México de 1968) siendo una de las causas de los movimientos contra el sistema, como el movimiento hippie y la ampliación del movimiento pacifista.
El movimiento estudiantil en México de 1968 fue un movimiento social -situado en un contexto planetario de luchas sociales de la denominada Revolución cultural de 1968- en el que además de estudiantes de la UNAM y del IPN, participaron profesores, intelectuales, amas de casa, obreros y profesionistas en la Ciudad de México y que fue reprimido el 2 de octubre de 1968 por el gobierno mexicano en la matanza en la plaza de las Tres Culturas

## El lema en la cultura popular
El lema Haz el amor, no la guerra aparece en diversas manifestaciones musicales y culturales:
- 1973 - John Lennon, en la canción "Mind Games".
- 1973 - Bob Marley, en la canción "No More Trouble": "Make love and not war!".
- Sirvió de inspiración para el libro de David Allyn: Make Love, Not War: The Sexual Revolution: An Unfettered History.
- 2010 - Green Day, para la canción When It's Time.
- 2019 - Stan Lee, la usa en su último cameo en vida en la película Avengers: Endgame.